# Roi et dame contre roi et tour
Au jeu d'échecs, la finale roi et dame contre roi et tour peut être l'une des plus ardues qui soit. Malgré son apparente supériorité, le camp possédant la dame risque à tout moment d'aboutir à la partie nulle s'il ne suit pas une ligne de jeu qui respecte la règle du nombre maximum de coups sans prise ni mouvement de pion (notamment, si la même position se répète trois fois avec le même camp au trait, s'il y a échec perpétuel, ou tout simplement s'il y a pat).

## Une manœuvre de pat
L'étude suivante de Johann Berger datant de 1889 recèle une manœuvre de pat fréquente dans les finales:
|   | a | b | c | d | e | f | g | h |   |
| 8 | Roi blanc sur case blanche g8 · Tour blanche sur case noire g7 · Dame noire sur case noire f6 · Roi noir sur case blanche h1 | Roi blanc sur case blanche g8 · Tour blanche sur case noire g7 · Dame noire sur case noire f6 · Roi noir sur case blanche h1 | Roi blanc sur case blanche g8 · Tour blanche sur case noire g7 · Dame noire sur case noire f6 · Roi noir sur case blanche h1 | Roi blanc sur case blanche g8 · Tour blanche sur case noire g7 · Dame noire sur case noire f6 · Roi noir sur case blanche h1 | Roi blanc sur case blanche g8 · Tour blanche sur case noire g7 · Dame noire sur case noire f6 · Roi noir sur case blanche h1 | Roi blanc sur case blanche g8 · Tour blanche sur case noire g7 · Dame noire sur case noire f6 · Roi noir sur case blanche h1 | Roi blanc sur case blanche g8 · Tour blanche sur case noire g7 · Dame noire sur case noire f6 · Roi noir sur case blanche h1 | Roi blanc sur case blanche g8 · Tour blanche sur case noire g7 · Dame noire sur case noire f6 · Roi noir sur case blanche h1 | 8 |
| 7 | Roi blanc sur case blanche g8 · Tour blanche sur case noire g7 · Dame noire sur case noire f6 · Roi noir sur case blanche h1 | Roi blanc sur case blanche g8 · Tour blanche sur case noire g7 · Dame noire sur case noire f6 · Roi noir sur case blanche h1 | Roi blanc sur case blanche g8 · Tour blanche sur case noire g7 · Dame noire sur case noire f6 · Roi noir sur case blanche h1 | Roi blanc sur case blanche g8 · Tour blanche sur case noire g7 · Dame noire sur case noire f6 · Roi noir sur case blanche h1 | Roi blanc sur case blanche g8 · Tour blanche sur case noire g7 · Dame noire sur case noire f6 · Roi noir sur case blanche h1 | Roi blanc sur case blanche g8 · Tour blanche sur case noire g7 · Dame noire sur case noire f6 · Roi noir sur case blanche h1 | Roi blanc sur case blanche g8 · Tour blanche sur case noire g7 · Dame noire sur case noire f6 · Roi noir sur case blanche h1 | Roi blanc sur case blanche g8 · Tour blanche sur case noire g7 · Dame noire sur case noire f6 · Roi noir sur case blanche h1 | 7 |
| 6 | Roi blanc sur case blanche g8 · Tour blanche sur case noire g7 · Dame noire sur case noire f6 · Roi noir sur case blanche h1 | Roi blanc sur case blanche g8 · Tour blanche sur case noire g7 · Dame noire sur case noire f6 · Roi noir sur case blanche h1 | Roi blanc sur case blanche g8 · Tour blanche sur case noire g7 · Dame noire sur case noire f6 · Roi noir sur case blanche h1 | Roi blanc sur case blanche g8 · Tour blanche sur case noire g7 · Dame noire sur case noire f6 · Roi noir sur case blanche h1 | Roi blanc sur case blanche g8 · Tour blanche sur case noire g7 · Dame noire sur case noire f6 · Roi noir sur case blanche h1 | Roi blanc sur case blanche g8 · Tour blanche sur case noire g7 · Dame noire sur case noire f6 · Roi noir sur case blanche h1 | Roi blanc sur case blanche g8 · Tour blanche sur case noire g7 · Dame noire sur case noire f6 · Roi noir sur case blanche h1 | Roi blanc sur case blanche g8 · Tour blanche sur case noire g7 · Dame noire sur case noire f6 · Roi noir sur case blanche h1 | 6 |
| 5 | Roi blanc sur case blanche g8 · Tour blanche sur case noire g7 · Dame noire sur case noire f6 · Roi noir sur case blanche h1 | Roi blanc sur case blanche g8 · Tour blanche sur case noire g7 · Dame noire sur case noire f6 · Roi noir sur case blanche h1 | Roi blanc sur case blanche g8 · Tour blanche sur case noire g7 · Dame noire sur case noire f6 · Roi noir sur case blanche h1 | Roi blanc sur case blanche g8 · Tour blanche sur case noire g7 · Dame noire sur case noire f6 · Roi noir sur case blanche h1 | Roi blanc sur case blanche g8 · Tour blanche sur case noire g7 · Dame noire sur case noire f6 · Roi noir sur case blanche h1 | Roi blanc sur case blanche g8 · Tour blanche sur case noire g7 · Dame noire sur case noire f6 · Roi noir sur case blanche h1 | Roi blanc sur case blanche g8 · Tour blanche sur case noire g7 · Dame noire sur case noire f6 · Roi noir sur case blanche h1 | Roi blanc sur case blanche g8 · Tour blanche sur case noire g7 · Dame noire sur case noire f6 · Roi noir sur case blanche h1 | 5 |
| 4 | Roi blanc sur case blanche g8 · Tour blanche sur case noire g7 · Dame noire sur case noire f6 · Roi noir sur case blanche h1 | Roi blanc sur case blanche g8 · Tour blanche sur case noire g7 · Dame noire sur case noire f6 · Roi noir sur case blanche h1 | Roi blanc sur case blanche g8 · Tour blanche sur case noire g7 · Dame noire sur case noire f6 · Roi noir sur case blanche h1 | Roi blanc sur case blanche g8 · Tour blanche sur case noire g7 · Dame noire sur case noire f6 · Roi noir sur case blanche h1 | Roi blanc sur case blanche g8 · Tour blanche sur case noire g7 · Dame noire sur case noire f6 · Roi noir sur case blanche h1 | Roi blanc sur case blanche g8 · Tour blanche sur case noire g7 · Dame noire sur case noire f6 · Roi noir sur case blanche h1 | Roi blanc sur case blanche g8 · Tour blanche sur case noire g7 · Dame noire sur case noire f6 · Roi noir sur case blanche h1 | Roi blanc sur case blanche g8 · Tour blanche sur case noire g7 · Dame noire sur case noire f6 · Roi noir sur case blanche h1 | 4 |
| 3 | Roi blanc sur case blanche g8 · Tour blanche sur case noire g7 · Dame noire sur case noire f6 · Roi noir sur case blanche h1 | Roi blanc sur case blanche g8 · Tour blanche sur case noire g7 · Dame noire sur case noire f6 · Roi noir sur case blanche h1 | Roi blanc sur case blanche g8 · Tour blanche sur case noire g7 · Dame noire sur case noire f6 · Roi noir sur case blanche h1 | Roi blanc sur case blanche g8 · Tour blanche sur case noire g7 · Dame noire sur case noire f6 · Roi noir sur case blanche h1 | Roi blanc sur case blanche g8 · Tour blanche sur case noire g7 · Dame noire sur case noire f6 · Roi noir sur case blanche h1 | Roi blanc sur case blanche g8 · Tour blanche sur case noire g7 · Dame noire sur case noire f6 · Roi noir sur case blanche h1 | Roi blanc sur case blanche g8 · Tour blanche sur case noire g7 · Dame noire sur case noire f6 · Roi noir sur case blanche h1 | Roi blanc sur case blanche g8 · Tour blanche sur case noire g7 · Dame noire sur case noire f6 · Roi noir sur case blanche h1 | 3 |
| 2 | Roi blanc sur case blanche g8 · Tour blanche sur case noire g7 · Dame noire sur case noire f6 · Roi noir sur case blanche h1 | Roi blanc sur case blanche g8 · Tour blanche sur case noire g7 · Dame noire sur case noire f6 · Roi noir sur case blanche h1 | Roi blanc sur case blanche g8 · Tour blanche sur case noire g7 · Dame noire sur case noire f6 · Roi noir sur case blanche h1 | Roi blanc sur case blanche g8 · Tour blanche sur case noire g7 · Dame noire sur case noire f6 · Roi noir sur case blanche h1 | Roi blanc sur case blanche g8 · Tour blanche sur case noire g7 · Dame noire sur case noire f6 · Roi noir sur case blanche h1 | Roi blanc sur case blanche g8 · Tour blanche sur case noire g7 · Dame noire sur case noire f6 · Roi noir sur case blanche h1 | Roi blanc sur case blanche g8 · Tour blanche sur case noire g7 · Dame noire sur case noire f6 · Roi noir sur case blanche h1 | Roi blanc sur case blanche g8 · Tour blanche sur case noire g7 · Dame noire sur case noire f6 · Roi noir sur case blanche h1 | 2 |
| 1 | Roi blanc sur case blanche g8 · Tour blanche sur case noire g7 · Dame noire sur case noire f6 · Roi noir sur case blanche h1 | Roi blanc sur case blanche g8 · Tour blanche sur case noire g7 · Dame noire sur case noire f6 · Roi noir sur case blanche h1 | Roi blanc sur case blanche g8 · Tour blanche sur case noire g7 · Dame noire sur case noire f6 · Roi noir sur case blanche h1 | Roi blanc sur case blanche g8 · Tour blanche sur case noire g7 · Dame noire sur case noire f6 · Roi noir sur case blanche h1 | Roi blanc sur case blanche g8 · Tour blanche sur case noire g7 · Dame noire sur case noire f6 · Roi noir sur case blanche h1 | Roi blanc sur case blanche g8 · Tour blanche sur case noire g7 · Dame noire sur case noire f6 · Roi noir sur case blanche h1 | Roi blanc sur case blanche g8 · Tour blanche sur case noire g7 · Dame noire sur case noire f6 · Roi noir sur case blanche h1 | Roi blanc sur case blanche g8 · Tour blanche sur case noire g7 · Dame noire sur case noire f6 · Roi noir sur case blanche h1 | 1 |
|   | a | b | c | d | e | f | g | h |   |

Le roi noir est bloqué sur les colonnes g et h car s'il s'aventure sur la colonne f, Tf7 gagne la dame noire. La tour peut donc donner échec indéfiniment par Tg7+ et Th7+. Le seul moyen pour les noirs d'éviter cette répétition de coups est d'approcher le roi en g6 afin de répondre à Tg7+ par la prise de la tour (et mat). Mais lorsque le roi noir arrive en g6, Th6+ assure la nulle car après la prise de la tour les blancs sont pat et tout autre mouvement de roi permet la prise de la dame noire.

## L'analyse de Ponziani
Dans la position suivante, étudiée par Domenico Lorenzo Ponziani en 1782, les Noirs au trait se mettent eux-mêmes en position de pat, ou annulent la partie par échec perpétuel:
|   | a | b | c | d | e | f | g | h |   |
| 8 | Roi noir sur case noire f8 · Tour noire sur case noire g7 · Dame blanche sur case blanche e6 · Roi blanc sur case noire h4 | Roi noir sur case noire f8 · Tour noire sur case noire g7 · Dame blanche sur case blanche e6 · Roi blanc sur case noire h4 | Roi noir sur case noire f8 · Tour noire sur case noire g7 · Dame blanche sur case blanche e6 · Roi blanc sur case noire h4 | Roi noir sur case noire f8 · Tour noire sur case noire g7 · Dame blanche sur case blanche e6 · Roi blanc sur case noire h4 | Roi noir sur case noire f8 · Tour noire sur case noire g7 · Dame blanche sur case blanche e6 · Roi blanc sur case noire h4 | Roi noir sur case noire f8 · Tour noire sur case noire g7 · Dame blanche sur case blanche e6 · Roi blanc sur case noire h4 | Roi noir sur case noire f8 · Tour noire sur case noire g7 · Dame blanche sur case blanche e6 · Roi blanc sur case noire h4 | Roi noir sur case noire f8 · Tour noire sur case noire g7 · Dame blanche sur case blanche e6 · Roi blanc sur case noire h4 | 8 |
| 7 | Roi noir sur case noire f8 · Tour noire sur case noire g7 · Dame blanche sur case blanche e6 · Roi blanc sur case noire h4 | Roi noir sur case noire f8 · Tour noire sur case noire g7 · Dame blanche sur case blanche e6 · Roi blanc sur case noire h4 | Roi noir sur case noire f8 · Tour noire sur case noire g7 · Dame blanche sur case blanche e6 · Roi blanc sur case noire h4 | Roi noir sur case noire f8 · Tour noire sur case noire g7 · Dame blanche sur case blanche e6 · Roi blanc sur case noire h4 | Roi noir sur case noire f8 · Tour noire sur case noire g7 · Dame blanche sur case blanche e6 · Roi blanc sur case noire h4 | Roi noir sur case noire f8 · Tour noire sur case noire g7 · Dame blanche sur case blanche e6 · Roi blanc sur case noire h4 | Roi noir sur case noire f8 · Tour noire sur case noire g7 · Dame blanche sur case blanche e6 · Roi blanc sur case noire h4 | Roi noir sur case noire f8 · Tour noire sur case noire g7 · Dame blanche sur case blanche e6 · Roi blanc sur case noire h4 | 7 |
| 6 | Roi noir sur case noire f8 · Tour noire sur case noire g7 · Dame blanche sur case blanche e6 · Roi blanc sur case noire h4 | Roi noir sur case noire f8 · Tour noire sur case noire g7 · Dame blanche sur case blanche e6 · Roi blanc sur case noire h4 | Roi noir sur case noire f8 · Tour noire sur case noire g7 · Dame blanche sur case blanche e6 · Roi blanc sur case noire h4 | Roi noir sur case noire f8 · Tour noire sur case noire g7 · Dame blanche sur case blanche e6 · Roi blanc sur case noire h4 | Roi noir sur case noire f8 · Tour noire sur case noire g7 · Dame blanche sur case blanche e6 · Roi blanc sur case noire h4 | Roi noir sur case noire f8 · Tour noire sur case noire g7 · Dame blanche sur case blanche e6 · Roi blanc sur case noire h4 | Roi noir sur case noire f8 · Tour noire sur case noire g7 · Dame blanche sur case blanche e6 · Roi blanc sur case noire h4 | Roi noir sur case noire f8 · Tour noire sur case noire g7 · Dame blanche sur case blanche e6 · Roi blanc sur case noire h4 | 6 |
| 5 | Roi noir sur case noire f8 · Tour noire sur case noire g7 · Dame blanche sur case blanche e6 · Roi blanc sur case noire h4 | Roi noir sur case noire f8 · Tour noire sur case noire g7 · Dame blanche sur case blanche e6 · Roi blanc sur case noire h4 | Roi noir sur case noire f8 · Tour noire sur case noire g7 · Dame blanche sur case blanche e6 · Roi blanc sur case noire h4 | Roi noir sur case noire f8 · Tour noire sur case noire g7 · Dame blanche sur case blanche e6 · Roi blanc sur case noire h4 | Roi noir sur case noire f8 · Tour noire sur case noire g7 · Dame blanche sur case blanche e6 · Roi blanc sur case noire h4 | Roi noir sur case noire f8 · Tour noire sur case noire g7 · Dame blanche sur case blanche e6 · Roi blanc sur case noire h4 | Roi noir sur case noire f8 · Tour noire sur case noire g7 · Dame blanche sur case blanche e6 · Roi blanc sur case noire h4 | Roi noir sur case noire f8 · Tour noire sur case noire g7 · Dame blanche sur case blanche e6 · Roi blanc sur case noire h4 | 5 |
| 4 | Roi noir sur case noire f8 · Tour noire sur case noire g7 · Dame blanche sur case blanche e6 · Roi blanc sur case noire h4 | Roi noir sur case noire f8 · Tour noire sur case noire g7 · Dame blanche sur case blanche e6 · Roi blanc sur case noire h4 | Roi noir sur case noire f8 · Tour noire sur case noire g7 · Dame blanche sur case blanche e6 · Roi blanc sur case noire h4 | Roi noir sur case noire f8 · Tour noire sur case noire g7 · Dame blanche sur case blanche e6 · Roi blanc sur case noire h4 | Roi noir sur case noire f8 · Tour noire sur case noire g7 · Dame blanche sur case blanche e6 · Roi blanc sur case noire h4 | Roi noir sur case noire f8 · Tour noire sur case noire g7 · Dame blanche sur case blanche e6 · Roi blanc sur case noire h4 | Roi noir sur case noire f8 · Tour noire sur case noire g7 · Dame blanche sur case blanche e6 · Roi blanc sur case noire h4 | Roi noir sur case noire f8 · Tour noire sur case noire g7 · Dame blanche sur case blanche e6 · Roi blanc sur case noire h4 | 4 |
| 3 | Roi noir sur case noire f8 · Tour noire sur case noire g7 · Dame blanche sur case blanche e6 · Roi blanc sur case noire h4 | Roi noir sur case noire f8 · Tour noire sur case noire g7 · Dame blanche sur case blanche e6 · Roi blanc sur case noire h4 | Roi noir sur case noire f8 · Tour noire sur case noire g7 · Dame blanche sur case blanche e6 · Roi blanc sur case noire h4 | Roi noir sur case noire f8 · Tour noire sur case noire g7 · Dame blanche sur case blanche e6 · Roi blanc sur case noire h4 | Roi noir sur case noire f8 · Tour noire sur case noire g7 · Dame blanche sur case blanche e6 · Roi blanc sur case noire h4 | Roi noir sur case noire f8 · Tour noire sur case noire g7 · Dame blanche sur case blanche e6 · Roi blanc sur case noire h4 | Roi noir sur case noire f8 · Tour noire sur case noire g7 · Dame blanche sur case blanche e6 · Roi blanc sur case noire h4 | Roi noir sur case noire f8 · Tour noire sur case noire g7 · Dame blanche sur case blanche e6 · Roi blanc sur case noire h4 | 3 |
| 2 | Roi noir sur case noire f8 · Tour noire sur case noire g7 · Dame blanche sur case blanche e6 · Roi blanc sur case noire h4 | Roi noir sur case noire f8 · Tour noire sur case noire g7 · Dame blanche sur case blanche e6 · Roi blanc sur case noire h4 | Roi noir sur case noire f8 · Tour noire sur case noire g7 · Dame blanche sur case blanche e6 · Roi blanc sur case noire h4 | Roi noir sur case noire f8 · Tour noire sur case noire g7 · Dame blanche sur case blanche e6 · Roi blanc sur case noire h4 | Roi noir sur case noire f8 · Tour noire sur case noire g7 · Dame blanche sur case blanche e6 · Roi blanc sur case noire h4 | Roi noir sur case noire f8 · Tour noire sur case noire g7 · Dame blanche sur case blanche e6 · Roi blanc sur case noire h4 | Roi noir sur case noire f8 · Tour noire sur case noire g7 · Dame blanche sur case blanche e6 · Roi blanc sur case noire h4 | Roi noir sur case noire f8 · Tour noire sur case noire g7 · Dame blanche sur case blanche e6 · Roi blanc sur case noire h4 | 2 |
| 1 | Roi noir sur case noire f8 · Tour noire sur case noire g7 · Dame blanche sur case blanche e6 · Roi blanc sur case noire h4 | Roi noir sur case noire f8 · Tour noire sur case noire g7 · Dame blanche sur case blanche e6 · Roi blanc sur case noire h4 | Roi noir sur case noire f8 · Tour noire sur case noire g7 · Dame blanche sur case blanche e6 · Roi blanc sur case noire h4 | Roi noir sur case noire f8 · Tour noire sur case noire g7 · Dame blanche sur case blanche e6 · Roi blanc sur case noire h4 | Roi noir sur case noire f8 · Tour noire sur case noire g7 · Dame blanche sur case blanche e6 · Roi blanc sur case noire h4 | Roi noir sur case noire f8 · Tour noire sur case noire g7 · Dame blanche sur case blanche e6 · Roi blanc sur case noire h4 | Roi noir sur case noire f8 · Tour noire sur case noire g7 · Dame blanche sur case blanche e6 · Roi blanc sur case noire h4 | Roi noir sur case noire f8 · Tour noire sur case noire g7 · Dame blanche sur case blanche e6 · Roi blanc sur case noire h4 | 1 |
|   | a | b | c | d | e | f | g | h |   |

Dans cet exemple plus ancien, la défense des noirs est la même que celle du diagramme précédent : la colonne de liberté supplémentaire des blancs ne leur est d'aucun secours : si le roi blanc atteint la case h6, la tour peut encore faire échec par Th7+ car sa prise ferait, là aussi, pat.

## La manœuvre de gain de Philidor
Dans son ouvrage « L'Analyze des Echecs », Philidor démontre que, dans la position suivante, les blancs gagnent quel que soit le trait. Les noirs au trait doivent éloigner la tour de la protection de leur roi, à la suite de quoi, soit ces derniers seront échec et mat, soit ils perdront leur tour (cf. ci-dessous). Si le trait est aux blancs, ils peuvent par une triangulation, obtenir cette même position en ayant donné le trait aux noirs : 1. De4+ Rh8 ou g8 (1... Rh6 permet 2. Dh4#) 2. Da8+ Rh7 3. De8. 
|   | a | b | c | d | e | f | g | h |   |
| 8 | Dame blanche sur case blanche e8 · Tour noire sur case noire g7 · Roi noir sur case blanche h7 · Roi blanc sur case noire f6 | Dame blanche sur case blanche e8 · Tour noire sur case noire g7 · Roi noir sur case blanche h7 · Roi blanc sur case noire f6 | Dame blanche sur case blanche e8 · Tour noire sur case noire g7 · Roi noir sur case blanche h7 · Roi blanc sur case noire f6 | Dame blanche sur case blanche e8 · Tour noire sur case noire g7 · Roi noir sur case blanche h7 · Roi blanc sur case noire f6 | Dame blanche sur case blanche e8 · Tour noire sur case noire g7 · Roi noir sur case blanche h7 · Roi blanc sur case noire f6 | Dame blanche sur case blanche e8 · Tour noire sur case noire g7 · Roi noir sur case blanche h7 · Roi blanc sur case noire f6 | Dame blanche sur case blanche e8 · Tour noire sur case noire g7 · Roi noir sur case blanche h7 · Roi blanc sur case noire f6 | Dame blanche sur case blanche e8 · Tour noire sur case noire g7 · Roi noir sur case blanche h7 · Roi blanc sur case noire f6 | 8 |
| 7 | Dame blanche sur case blanche e8 · Tour noire sur case noire g7 · Roi noir sur case blanche h7 · Roi blanc sur case noire f6 | Dame blanche sur case blanche e8 · Tour noire sur case noire g7 · Roi noir sur case blanche h7 · Roi blanc sur case noire f6 | Dame blanche sur case blanche e8 · Tour noire sur case noire g7 · Roi noir sur case blanche h7 · Roi blanc sur case noire f6 | Dame blanche sur case blanche e8 · Tour noire sur case noire g7 · Roi noir sur case blanche h7 · Roi blanc sur case noire f6 | Dame blanche sur case blanche e8 · Tour noire sur case noire g7 · Roi noir sur case blanche h7 · Roi blanc sur case noire f6 | Dame blanche sur case blanche e8 · Tour noire sur case noire g7 · Roi noir sur case blanche h7 · Roi blanc sur case noire f6 | Dame blanche sur case blanche e8 · Tour noire sur case noire g7 · Roi noir sur case blanche h7 · Roi blanc sur case noire f6 | Dame blanche sur case blanche e8 · Tour noire sur case noire g7 · Roi noir sur case blanche h7 · Roi blanc sur case noire f6 | 7 |
| 6 | Dame blanche sur case blanche e8 · Tour noire sur case noire g7 · Roi noir sur case blanche h7 · Roi blanc sur case noire f6 | Dame blanche sur case blanche e8 · Tour noire sur case noire g7 · Roi noir sur case blanche h7 · Roi blanc sur case noire f6 | Dame blanche sur case blanche e8 · Tour noire sur case noire g7 · Roi noir sur case blanche h7 · Roi blanc sur case noire f6 | Dame blanche sur case blanche e8 · Tour noire sur case noire g7 · Roi noir sur case blanche h7 · Roi blanc sur case noire f6 | Dame blanche sur case blanche e8 · Tour noire sur case noire g7 · Roi noir sur case blanche h7 · Roi blanc sur case noire f6 | Dame blanche sur case blanche e8 · Tour noire sur case noire g7 · Roi noir sur case blanche h7 · Roi blanc sur case noire f6 | Dame blanche sur case blanche e8 · Tour noire sur case noire g7 · Roi noir sur case blanche h7 · Roi blanc sur case noire f6 | Dame blanche sur case blanche e8 · Tour noire sur case noire g7 · Roi noir sur case blanche h7 · Roi blanc sur case noire f6 | 6 |
| 5 | Dame blanche sur case blanche e8 · Tour noire sur case noire g7 · Roi noir sur case blanche h7 · Roi blanc sur case noire f6 | Dame blanche sur case blanche e8 · Tour noire sur case noire g7 · Roi noir sur case blanche h7 · Roi blanc sur case noire f6 | Dame blanche sur case blanche e8 · Tour noire sur case noire g7 · Roi noir sur case blanche h7 · Roi blanc sur case noire f6 | Dame blanche sur case blanche e8 · Tour noire sur case noire g7 · Roi noir sur case blanche h7 · Roi blanc sur case noire f6 | Dame blanche sur case blanche e8 · Tour noire sur case noire g7 · Roi noir sur case blanche h7 · Roi blanc sur case noire f6 | Dame blanche sur case blanche e8 · Tour noire sur case noire g7 · Roi noir sur case blanche h7 · Roi blanc sur case noire f6 | Dame blanche sur case blanche e8 · Tour noire sur case noire g7 · Roi noir sur case blanche h7 · Roi blanc sur case noire f6 | Dame blanche sur case blanche e8 · Tour noire sur case noire g7 · Roi noir sur case blanche h7 · Roi blanc sur case noire f6 | 5 |
| 4 | Dame blanche sur case blanche e8 · Tour noire sur case noire g7 · Roi noir sur case blanche h7 · Roi blanc sur case noire f6 | Dame blanche sur case blanche e8 · Tour noire sur case noire g7 · Roi noir sur case blanche h7 · Roi blanc sur case noire f6 | Dame blanche sur case blanche e8 · Tour noire sur case noire g7 · Roi noir sur case blanche h7 · Roi blanc sur case noire f6 | Dame blanche sur case blanche e8 · Tour noire sur case noire g7 · Roi noir sur case blanche h7 · Roi blanc sur case noire f6 | Dame blanche sur case blanche e8 · Tour noire sur case noire g7 · Roi noir sur case blanche h7 · Roi blanc sur case noire f6 | Dame blanche sur case blanche e8 · Tour noire sur case noire g7 · Roi noir sur case blanche h7 · Roi blanc sur case noire f6 | Dame blanche sur case blanche e8 · Tour noire sur case noire g7 · Roi noir sur case blanche h7 · Roi blanc sur case noire f6 | Dame blanche sur case blanche e8 · Tour noire sur case noire g7 · Roi noir sur case blanche h7 · Roi blanc sur case noire f6 | 4 |
| 3 | Dame blanche sur case blanche e8 · Tour noire sur case noire g7 · Roi noir sur case blanche h7 · Roi blanc sur case noire f6 | Dame blanche sur case blanche e8 · Tour noire sur case noire g7 · Roi noir sur case blanche h7 · Roi blanc sur case noire f6 | Dame blanche sur case blanche e8 · Tour noire sur case noire g7 · Roi noir sur case blanche h7 · Roi blanc sur case noire f6 | Dame blanche sur case blanche e8 · Tour noire sur case noire g7 · Roi noir sur case blanche h7 · Roi blanc sur case noire f6 | Dame blanche sur case blanche e8 · Tour noire sur case noire g7 · Roi noir sur case blanche h7 · Roi blanc sur case noire f6 | Dame blanche sur case blanche e8 · Tour noire sur case noire g7 · Roi noir sur case blanche h7 · Roi blanc sur case noire f6 | Dame blanche sur case blanche e8 · Tour noire sur case noire g7 · Roi noir sur case blanche h7 · Roi blanc sur case noire f6 | Dame blanche sur case blanche e8 · Tour noire sur case noire g7 · Roi noir sur case blanche h7 · Roi blanc sur case noire f6 | 3 |
| 2 | Dame blanche sur case blanche e8 · Tour noire sur case noire g7 · Roi noir sur case blanche h7 · Roi blanc sur case noire f6 | Dame blanche sur case blanche e8 · Tour noire sur case noire g7 · Roi noir sur case blanche h7 · Roi blanc sur case noire f6 | Dame blanche sur case blanche e8 · Tour noire sur case noire g7 · Roi noir sur case blanche h7 · Roi blanc sur case noire f6 | Dame blanche sur case blanche e8 · Tour noire sur case noire g7 · Roi noir sur case blanche h7 · Roi blanc sur case noire f6 | Dame blanche sur case blanche e8 · Tour noire sur case noire g7 · Roi noir sur case blanche h7 · Roi blanc sur case noire f6 | Dame blanche sur case blanche e8 · Tour noire sur case noire g7 · Roi noir sur case blanche h7 · Roi blanc sur case noire f6 | Dame blanche sur case blanche e8 · Tour noire sur case noire g7 · Roi noir sur case blanche h7 · Roi blanc sur case noire f6 | Dame blanche sur case blanche e8 · Tour noire sur case noire g7 · Roi noir sur case blanche h7 · Roi blanc sur case noire f6 | 2 |
| 1 | Dame blanche sur case blanche e8 · Tour noire sur case noire g7 · Roi noir sur case blanche h7 · Roi blanc sur case noire f6 | Dame blanche sur case blanche e8 · Tour noire sur case noire g7 · Roi noir sur case blanche h7 · Roi blanc sur case noire f6 | Dame blanche sur case blanche e8 · Tour noire sur case noire g7 · Roi noir sur case blanche h7 · Roi blanc sur case noire f6 | Dame blanche sur case blanche e8 · Tour noire sur case noire g7 · Roi noir sur case blanche h7 · Roi blanc sur case noire f6 | Dame blanche sur case blanche e8 · Tour noire sur case noire g7 · Roi noir sur case blanche h7 · Roi blanc sur case noire f6 | Dame blanche sur case blanche e8 · Tour noire sur case noire g7 · Roi noir sur case blanche h7 · Roi blanc sur case noire f6 | Dame blanche sur case blanche e8 · Tour noire sur case noire g7 · Roi noir sur case blanche h7 · Roi blanc sur case noire f6 | Dame blanche sur case blanche e8 · Tour noire sur case noire g7 · Roi noir sur case blanche h7 · Roi blanc sur case noire f6 | 1 |
|   | a | b | c | d | e | f | g | h |   |

Les blancs capturent la tour dans les variantes suivantes :
- 1...Tc7 2. De4+ Rg8 (2... Rh8 3. Dh2+ Rg8 4. Dg3+) 3. Dd5+ Rh7 4. Dd3+ suivi de 5. Dd8+
- 1...Ta7 2. Dh5+ Rg8 3. Dd5+ Rh8 ou h7 (3... Rf8 4. Dd8#) 4. Dh1+ suivi de 5. Dg1+
- 1...Tg1 2. De4+ Rg8 ou h8 3. Da8+ Rh7 4. Da7+
- 1...Tg3 2. De4+ Rg8 (2... Rh8 3. Dh4+) 3. Dc4+ Rh8 ou h7 (3... Rf8 4. Dc8#) 4. Dh4+
Les autres coups perdent la tour immédiatement.

## La décentralisation du Roi et de la Tour du défenseur
Lorsque le Roi et la Tour du défenseur sont repoussés à la bande, le défenseur peut ne pas garder sa Tour sous la protection de son Roi sans que la Dame attaquante puisse gagner la Tour par une fourchette, et seul un coup de repos adéquat du camp attaquant permettra de gagner dans le nombre de coups impartis.